# Microvalgus mindanaoensis
Microvalgus mindanaoensis är en skalbaggsart som beskrevs av Franz Antoine 1993. Microvalgus mindanaoensis ingår i släktet Microvalgus och familjen Cetoniidae. Inga underarter finns listade i Catalogue of Life.